# Massacri di Kočevski rog
I massacri di Kočevski rog o massacri di Cocevie sono le esecuzioni sommarie di massa di prigionieri di guerra, in buona parte domobranci sloveni, ma anche collaborazionisti croati, serbi e montenegrini, avvenute a opera di reparti speciali dei partigiani comunisti jugoslavi di Josip Broz Tito nell'estate del 1945 sull'altopiano carsico di Kočevski rog, nei pressi di Kočevje.

## Storia
I domobranci sloveni, con numerosi civili al seguito, erano fuggiti in Austria attraverso il passo Ljubelj nella seconda settimana di maggio. Furono confinati dai soldati britannici del V corpo dell'ottava armata in un campo improvvisato a Viktring, nei pressi di Klagenfurt.
A partire dal 18 maggio iniziarono i rimpatri forzati via treno di croati e cetnici. Gli sloveni furono fatti partire dal 27/28 al 31 maggio. I prigionieri vennero confinati dai partigiani jugoslavi in campi di concentramento, i più grandi dei quali erano presso Šentvid, nei pressi di Lubiana, e Teharje, vicino a Celje. Gli sloveni vennero divisi in tre gruppi. Quelli del gruppo C, il più numeroso, vennero uccisi in pochi giorni, spesso dopo maltrattamenti e torture.
Nelle isolate foibe di Kočevski rog vennero liquidati, perlopiù con un colpo alla nuca, i prigionieri provenienti da Šentvid, dopo un trasporto in treno fino a Kočevje e da lì in camion.
Esecuzioni di massa simili, con occultamento dei cadaveri, avvennero nelle miniere di Hrastnik, seguite ancora da altri massacri vicino alle località di Trbovlje e Laško.

## Vittime
Le vittime delle stragi avvenute a Kočevski rog vengono stimate in 14.000, sebbene alcune testimonianze forniscano numeri più alti. Boris Karapandzic in Kocevje - Tito's bloodiest crime (2008) parla di 12.000 domobranci sloveni, 3.000 serbi, 2.500 croati e 1.000 montenegrini.